# 초고속정보통신기반구축 종합추진계획
초고속정보통신기반구축 종합추진계획은 1994년 수립되어 1995년 확정된 한국의 정보통신 분야 정책계획이다. 수립 당시 책정된 소요예산은 2015년까지 총 45조원으로 단일사업으로는 현재까지 국내 최대 규모로써, 초고속국가정보통신망, 초고속공중정보통신망, 선도시험망 분야로 나뉘어 추진되었다. 1993년 9월 발표된 미국의 연방정보인프라(National Information Infrastructure; NII), 프로젝트 및 이에 따른 글로벌 정보 인프라(Global Information Infrastructure; GII)가 계획 수립의 배경이 되었고, 1980년대 정부, 연구기관, 산업계가 협력해 국가기간전산망을 구축한 경험이 바탕이 되었다. 초기 계획은 전길남 등이 작성한 '초고속정보통신망구축방안에 대한 연구'에 소개된 대로 광케이블 백본망을 구축하면서 B-ISDN을 중심으로 하는 네트워크 기술을 개발하는 것이었으나, 1990년 두루넷이 광케이블 백본망과 케이블TV망을 사용한 초고속인터넷 서비스를 시작하면서, 점차 광케이블 기반의 인터넷 방식으로 수렴되었다. 한국의 초고속정보통신기반구축 종합추진계획은 1994년 11월에 개최된 APEC 정상회담에서 당시 김영삼 대통령이 제안한 아시아 태평양 정보인프라(Asia Pacific Information Infrastructure; APII)의 기초가 되었다.

## 같이 보기
- 국가기간전산망
- 두루넷
- 하나로통신

## 참고 자료
- 한국 인터넷의 역사 - 되돌아보는 20세기 : 7장. 초고속인터넷
- 전길남, 초고속정보통신망구축방안에 대한 연구, ’93 통신학술 연구과제, 서울, 대한민국, 1994년 3월.
- 천조운, “초고속정보통신 기반구축 종합추진계획,” 전자공학회지, 제22권 제6호, 1995년 6월, pp.37-46.
- 케이블 TV망 이용한 초고속 인터넷 서비스 개통식,” 연합뉴스, 1998년 6월 18일.[깨진 링크(과거 내용 찾기)]
- "초고속통신망 확정 2015년까지 45조 투입 계획", 매일경제신문, 1995년 3월 15일.[깨진 링크(과거 내용 찾기)]